# Mykola Morozjuk
Mykola Mykolajovyč Morozjuk (in ucraino Микола Миколайович Морозюк?; Leopoli, 17 gennaio 1988) è un ex calciatore ucraino, di ruolo centrocampista o difensore.

## Palmarès

### Club

#### Competizioni nazionali
- Campionato ucraino: 2

Dinamo Kiev: 2008-2009, 2015-2016
- Supercoppa d'Ucraina: 3

Dinamo Kiev: 2007, 2016, 2018